# ロジャー・ハモンド
ロジャー・ハモンド（Roger Hammond、1974年1月30日 - ）は、イングランド、ハーリントン出身の元自転車競技選手。

## 経歴
ロードレースとシクロクロスの兼用選手。
1992年
- シクロクロス世界選手権自転車競技大会・ジュニア部門優勝。

1998年にプロ転向。
2000年
- シクロクロス国内選手権優勝。

2001年
- シクロクロス国内選手権優勝。

2002年
- シクロクロス国内選手権優勝。

2003年
- シクロクロス国内選手権優勝。
- ロードレース国内選手権優勝。

2004年
- シクロクロス国内選手権優勝
- ロードレース国内選手権優勝
- パリ〜ルーベ3位。

2005年、ディスカバリーチャンネルに移籍。
2006年
- シクロクロス国内選手権優勝。

2007年、T-モバイルに移籍。
- ヘント〜ウェヴェルヘム2位。

2008年
- シクロクロス国内選手権優勝。

2009年、サーヴェロ・テストチームに移籍
- ツアー・オブ・カタール総合3位
- デンマーク一周総合3位
- ブエルタ・ア・エスパーニャ初出場、総合97位。

2010年
- パリ〜ルーベ4位
- ロンド・ファン・フラーンデレン7位。

2011年、ガーミン・サーヴェロに移籍。同年引退。